# Fehér Sasok
Fehér Sasok (szerbül: Бели орлови/Beli orlovi, de Осветници/Oszvetnici, azaz „Bosszúállók” néven is ismert) egy, a Szerb Megújhodási Mozgalom (SNO) nevű párthoz és a Szerb Radikális Párthoz (SRS) kötődő szerb félkatonai csoport volt, amely Horvátországban és Bosznia-Hercegovinában harcolt a délszláv háborúk idején. A volt Jugoszláviával foglalkozó Nemzetközi Törvényszék (ICTY) 2003-as, Vojislav Šešelj elleni vádiratában a csoport állítólagos félként szerepel abban a közös bűnözői vállalkozásban, amelyben Vojislav Šešelj állítólag részt vett. A vádiratban a csoportot csetnik, vagy Šešeljevci (azaz „Šešelj emberei”)  néven „önkéntes egységekként” azonosítják, ezt az összefüggést az SRS vezetője, Vojislav Šešelj tagadta.
Bár a csoport tagjait időnként csetnikként emlegették, nem tévesztendők össze az azonos nevű, a második világháború alatt és után működő szerb antifasiszta és antikommunista gerillacsoporttal, melyet időnként szintén „csetnikek” néven említettek, amely a második világháború alatt alakult, és a háború után is folytatta a Tito-kormány elleni gerillaháborút. A Fehér Sas Szerbia nemzeti jelképére, a címerben is szereplő koronás a kétfejű fehér sasra utal.

## Története
A Fehér Sasok félkatonai csoportot 1990 végén alapította Dragoslav Bokan és Mirko Jović. Ahogy Bokan és Jović 1992-ben külön utakon jártak, a csoport is különböző frakciókra szakadt. Jović „egy keresztény, ortodox Szerbiát akart muszlimok és hitetlenek nélkül”. Šešelj azt állítja, hogy a csoportot Jović alapította, de kikerültek az irányítása alól. Šešelj szerint a Fehér Sasok és az Arkan Tigrisei a jugoszláv kémelhárító szolgálat segítségével működtek.

## Háborús tevékenységük
A bosznia-hercegovinai háború idején a Fehér Sasok egységei részt vettek a Bijeljinát elfoglaló muszlim félkatonai egységek elleni támadásokban és Višegrad védelmében. Arkan Tigriseivel részt vettek Zvornik muszlim félkatonai egységektől való elfoglalásában.
A félkatonai egységek felelősek a délszláv háború alatti etnikai tisztogatások néhány legbrutálisabb cselekményéért. A bosznia-hercegovinai etnikai tisztogatás kampányban főszerepet játszó egységek közül kettő, a Vojislav Šešeljhez köthető „Csetnik” és a Željko Ražnatović (Arkan) vezette „Tigrisek” főként a Szerb Köztársaságban tevékenykedtek, és Seselj hívei a hírek szerint etnikai tisztítogató akciókat folytattak a két szerbiai autonóm tartomány, a Vajdaság és Koszovó területén élő etnikai kisebbségek ellen is.
A Nemzetközi Háborús Büntető Törvényszék tanúsága szerint a Fehér Sasok számos atrocitásért voltak felelősek a horvátországi és a boszniai háborúk során, beleértve az atyinai mészárlást, a višegradi mészárlást, a fočai és gackoi bűncselekményeket és másokat. Bosznia-Hercegovina egyik legvéresebb bűncselekménye Višegradban történt 1992 júniusában, amikor a Fehér Sasok több tucat civilt (idős férfiakat, nőket és gyerekeket) zártak be egy házba, és felgyújtották azt. Aktívak voltak a Vukovárért vívott csata során is. A Vojislav Šešelj elleni vádiratban az szerepel, hogy több mint 250 civilt öltek meg az ovčarai mészárlásban. Ők voltak a felelősek az 1993. februári Štrpciben elkövetett emberrablásért is, amikor egy szerbiai és montenegrói muszlim csoportot a Belgrád-Bar vonatról elraboltak és megöltek. Az EBESZ jelentése szerint a Fehér Sasok Arkan Tigriseivel együtt részt vettek a koszovói Peć albán lakosságának üldözésében és meggyilkolásában.
A Fehér Sasok különböző tagjai ellen emelt vádat a törvényszék. Mitar Vasiljević tizenöt év börtönt, Milan Lukić, a csoport korábbi vezetője pedig életfogytiglani börtönbüntetést kapott háborús bűneiért, köztük férfiak, nők és gyermekek meggyilkolásáért.Arról is beszámoltak, hogy a Fehér Sasok egy fogolytábort vezetett a Bosanski Brod közelében fekvő Liješćében.

## Újbóli megjelenésük
2010 decemberében a Fehér Sasok nevű csoport vállalta a felelősséget Šefko Salković koszovói bosnyák vezető Koszovó északi részén történt meggyilkolásáért. A csoport felelősséget vállalt az Észak-Kosovska Mitrovica-i választási folyamat akadályozásáért, valamint a KFOR-csapatok megtámadásáért is.

## Fordítás
Ez a szócikk részben vagy egészben  a   White Eagles (paramilitary) című angol Wikipédia-szócikk ezen változatának fordításán alapul.  Az eredeti cikk szerkesztőit annak laptörténete sorolja fel. Ez a jelzés csupán a megfogalmazás eredetét és a szerzői jogokat jelzi, nem szolgál a cikkben szereplő információk forrásmegjelöléseként.